# Campeonato Paranaense de Futebol de 2017 - Segunda Divisão
A Segunda Divisão do Campeonato Paranaense de Futebol 2017, foi a 53ª edição da competição, a qual contou com a participação de 10 clubes. Sua organização, é de competência da Federação Paranaense de Futebol.
Foram disponibilizadas duas vagas a Primeira Divisão de 2018, já os dois clubes que terminaram a primeira fase nas duas últimas posições estarão automaticamente rebaixados à Terceira Divisão de 2018 do próximo ano.

## Regulamento[2]
- Primeira Fase: As equipes se enfrentam em turno único, em nove rodadas. Os oito melhores avançam à segunda fase, enquanto os última descenderão para a Terceira Divisão.
- Segunda Fase: Os times que avançaram serão divididos em dois grupos e se enfrentam dentro de cada grupo em turno e returno. O grupo 1 será composto pelo 1º Colocado, 4º Colocado, 5º Colocado e 8º Colocado da fase anterior. Já o grupo 2 pelo 2º Colocado, 3º Colocado, 6º Colocado e 7º Colocado. O melhor time de cada grupo estará classificado para a final e as duas equipes conquistarão o acesso à Primeira Divisão.
- Terceira Fase: Em partida de ida e volta será conhecido o campeão de 2017.

### Critérios de desempate
1. Maior número de vitórias;
2. Maior saldo de gols
3. Maior número de gols a favor;
4. Menor número de cartões vermelhos;
5. Menor número de cartões amarelos;
6. Sorteio.

## Equipes   participantes
| Clube                  | Cidade            | Em 2016          | Estádio          | Capacidade | Títulos              | Participações |
| ---------------------- | ----------------- | ---------------- | ---------------- | ---------- | -------------------- | ------------- |
| Andraus                | Campo Largo       | 5º               | Atílio Gionédis  | 2.000      | 0 (não possui)       | 3             |
| Apucarana Sports       | Apucarana         | 6º               | Olímpio Barreto  | 11.000     | 0 (não possui)       | 4             |
| Cascavel CR            | Cascavel          | 8º               | Ninho da Cobra   | 2.500      | 0 (não possui)       | 7             |
| Iraty                  | Irati             | 2º (3ª Divisão)  | Emílio Gomes     | 4.579      | 1 (1993)             | 4             |
| Grêmio Maringá         | Maringá           | 3º               | Willie Davids    | 21.600     | 1 (2001)             | 7             |
| Maringá                | Maringá           | 12º (1ª Divisão) | Willie Davids    | 21.600     | 1 (2013)             | 3             |
| Operário               | Ponta Grossa      | 11º (1ª Divisão) | Germano Krüger   | 8.620      | 1 (1969)             | 15            |
| Paranavaí              | Paranavaí         | 7º               | Waldemiro Wagner | 25.000     | 3 (1967, 1983, 1992) | 16            |
| Portuguesa Londrinense | Londrina          | 4º               | Estádio do Café  | 30.000     | 1 (2006)             | 12            |
| União                  | Francisco Beltrão | 1º (3ª Divisão)  | Estádio Anilado  | 12.800     | 1 (1979)             | 11            |

## Primeira Fase

### Classificação
| Pos | Equipes          | Pts | J | V | E | D | GP | GC | SG  | %  | Classificação ou rebaixamento                     |
| --- | ---------------- | --- | - | - | - | - | -- | -- | --- | -- | ------------------------------------------------- |
| 1   | Operário-PR      | 25  | 9 | 8 | 1 | 0 | 19 | 1  | +18 | 92 | Zona de classificação para a Segunda Fase         |
| 2   | Maringá          | 20  | 9 | 6 | 2 | 1 | 15 | 3  | +12 | 74 | Zona de classificação para a Segunda Fase         |
| 3   | Paranavaí        | 20  | 9 | 6 | 2 | 1 | 17 | 6  | +11 | 74 | Zona de classificação para a Segunda Fase         |
| 4   | Iraty            | 14  | 9 | 4 | 2 | 3 | 12 | 10 | +2  | 51 | Zona de classificação para a Segunda Fase         |
| 5   | União            | 14  | 9 | 4 | 2 | 3 | 8  | 10 | -2  | 51 | Zona de classificação para a Segunda Fase         |
| 6   | Cascavel CR      | 8   | 9 | 2 | 2 | 5 | 10 | 9  | +1  | 29 | Zona de classificação para a Segunda Fase         |
| 7   | Andraus          | 8   | 9 | 2 | 2 | 5 | 10 | 17 | -7  | 29 | Zona de classificação para a Segunda Fase         |
| 8   | Portuguesa-PR    | 8   | 9 | 2 | 2 | 5 | 8  | 20 | -12 | 29 | Zona de classificação para a Segunda Fase         |
| 9   | Grêmio Maringá   | 7   | 9 | 2 | 1 | 6 | 7  | 14 | -7  | 25 | Zona de rebaixamento para a Terceira Divisão 2018 |
| 10  | Apucarana Sports | 3   | 9 | 1 | 0 | 8 | 5  | 21 | -16 | 11 | Zona de rebaixamento para a Terceira Divisão 2018 |

### Confrontos
Para ler a tabela, a linha horizontal representa os jogos da equipe como mandante. A coluna vertical indica os jogos da equipe como visitante.
|                        | AND | APU | CAS | ISC | GMA | MFC | OPE | ACP | APL | CEU |
| ---------------------- | --- | --- | --- | --- | --- | --- | --- | --- | --- | --- |
| Andraus                | —   |     | 1–1 |     |     | 2–0 | 0–3 |     | 1–1 | 0–1 |
| Apucarana Sports       | 2–1 | —   |     | 0–1 | 0–3 |     |     |     | 1–2 |     |
| Cascavel CR            |     | 3–0 | —   | 1–2 |     |     |     | 1–2 |     | 0–0 |
| Iraty                  | 5–2 |     |     | —   | 0–0 | 1–2 |     |     |     | 2–0 |
| Grêmio Maringá         | 1–3 |     | 0–3 |     | —   | 0–2 | 0–1 | 0–3 |     |     |
| Maringá                |     | 2–0 | 1–0 |     |     | —   | 0–0 | 0–0 |     | 4–0 |
| Operário-PR            |     | 4–0 | 1–0 | 3–0 |     |     | —   | 2–0 |     | 1–0 |
| Paranavaí              | 3–0 | 3–1 |     | 1–0 |     |     |     | —   | 3–0 |     |
| Portuguesa Londrinense |     |     | 2–1 | 1–1 | 1–3 | 0–4 | 1–4 |     | —   |     |
| União                  |     | 2–1 |     |     | 1–0 |     |     | 2–2 | 2–0 | —   |

| Vitória do mandante; Vitória do visitante; Empate | Em vermelho os jogos da próxima rodada; Em negrito os jogos "clássicos". |

### Desempenho por rodada
Clubes que lideraram o campeonato ao final de cada rodada:
| 1   | 2 | 3 | 4 | 5 | 6 | 7 | 8 | 9 |
| OPE |   |   |   |   |   |   |   |   |

Clubes que ficaram na última posição do campeonato ao final de cada rodada:
| 1   | 2   | 3   | 4   | 5   | 6   | 7   | 8   | 9   |
| APU | APU | AND | AND | APU | APU | APU | APU | APU |

## Segunda Fase

### Grupo 1
| Equipe             | Pts | J | V | E | D | GP | GC | SG  |
| ------------------ | --- | - | - | - | - | -- | -- | --- |
| União              | 14  | 6 | 4 | 2 | 0 | 7  | 2  | +5  |
| Iraty              | 11  | 6 | 3 | 2 | 1 | 13 | 5  | +8  |
| Operário-PR        | 6   | 6 | 1 | 3 | 2 | 8  | 8  | 0   |
| Portuguesa-PR[APL] | –3  | 6 | 0 | 1 | 5 | 2  | 15 | –13 |

|               | ISC | OPE | APL | CEU |
| ------------- | --- | --- | --- | --- |
| Iraty         | –   | 1–1 | 6–1 | 0–0 |
| Operário-PR   | 2–3 | –   | 2–0 | 1–1 |
| Portuguesa-PR | 0–3 | 1–1 | –   | 0–1 |
| União         | 1–0 | 2–1 | 2–0 | –   |

- APL ^ A Portuguesa perdeu 4 pontos por escalação irregular de atleta.

#### Desempenho por rodada
Clubes que lideraram o grupo ao final de cada rodada:
| 1   | 2   | 3   | 4   | 5   | 6   |
| OPE | ISC | ISC | ISC | ISC | CEU |

### Grupo 2
| Equipe           | Pts | J | V | E | D | GP | GC | SG |
| ---------------- | --- | - | - | - | - | -- | -- | -- |
| Maringá          | 13  | 6 | 4 | 1 | 1 | 11 | 3  | +8 |
| Paranavaí        | 11  | 6 | 3 | 2 | 1 | 7  | 5  | +2 |
| Cascavel CR[CAS] | 4   | 6 | 2 | 1 | 3 | 6  | 8  | –2 |
| Andraus          | 3   | 6 | 1 | 0 | 5 | 3  | 11 | –8 |

|             | AND | CAS | MFC | ACP |
| ----------- | --- | --- | --- | --- |
| Andraus     | –   | 3–2 | 0–4 | 0–1 |
| Cascavel CR | 1–0 | –   | 0–1 | 2–1 |
| Maringá     | 2–0 | 2–0 | –   | 1–1 |
| Paranavaí   | 1–0 | 1–1 | 2–1 | –   |

- CAS ^ O Cascavel perdeu 3 pontos por escalação irregular de atleta.

#### Desempenho por rodada
Clubes que lideraram o grupo ao final de cada rodada:
| 1   | 2   | 3   | 4   | 5   | 6   |
| MAR | MAR | MAR | MAR | ACP | MAR |

## Final
Jogo de ida
| 12 de julho | União                                | 2 – 1 | Maringá      | Estádio Anilado, Francisco Beltrão        |
| 20:15       | Rosseto 54' · Matheus Fornazzari 65' |       | 26' Fabrício | Público: 1 808 Árbitro: José Mendonça Jr. |

| União | Maringá |

Jogo de volta
| 16 de julho | Maringá                  | 2 – 0 | União | Estádio Willie Davids, Maringá                 |
| 15:30       | Anderson 06' · Ítalo 46' |       |       | Público: 2 797 Árbitro: Cid Antonio dos Santos |

| Maringá | União |

## Classificação Geral
O campeão e o vice serão os clubes que participarem da Terceira Fase da competição. Da terceira a oitava colocação serão ocupadas pelo clubes que participaram da Segunda Fase sendo considerado apenas a pontuação obtida na Segunda Fase. E as duas últimas posições serão ocupadas pelos clubes não classificados a Segunda Fase.
| Pos | Equipes            | Pts | J  | V  | E | D  | GP | GC | SG  | %  | Classificação                                 |
| --- | ------------------ | --- | -- | -- | - | -- | -- | -- | --- | -- | --------------------------------------------- |
| 1   | Maringá            | 36  | 17 | 11 | 3 | 3  | 29 | 8  | +21 | 71 | Campeão e acesso a Primeira Divisão 2018      |
| 2   | União              | 31  | 17 | 9  | 4 | 4  | 17 | 15 | +2  | 61 | Vice-Campeão e acesso a Primeira Divisão 2018 |
| 3   | Iraty              | 25  | 15 | 7  | 4 | 4  | 25 | 15 | +10 | 56 | Eliminados na segunda fase                    |
| 4   | Paranavaí          | 31  | 15 | 9  | 4 | 2  | 24 | 11 | +13 | 68 | Eliminados na segunda fase                    |
| 5   | Operário-PR        | 31  | 15 | 9  | 4 | 2  | 27 | 9  | +18 | 68 | Eliminados na segunda fase                    |
| 6   | Cascavel CR[CAS]   | 12  | 15 | 4  | 3 | 8  | 17 | 18 | -1  | 33 | Eliminados na segunda fase                    |
| 7   | Andraus            | 11  | 15 | 3  | 2 | 10 | 14 | 29 | -15 | 24 | Eliminados na segunda fase                    |
| 8   | Portuguesa-PR[APL] | 5   | 15 | 2  | 3 | 10 | 10 | 35 | -25 | 20 | Eliminados na segunda fase                    |
| 9   | Grêmio Maringá     | 7   | 9  | 2  | 1 | 6  | 7  | 14 | -7  | 25 | Rebaixados a Terceira Divisão 2018            |
| 10  | Apucarana Sports   | 3   | 9  | 1  | 0 | 8  | 5  | 21 | -16 | 11 | Rebaixados a Terceira Divisão 2018            |

- CAS ^ O Cascavel perdeu 3 pontos por escalação irregular de atleta.
- APL ^ A Portuguesa perdeu 4 pontos por escalação irregular de atleta.

## Premiação
| Segunda Divisão 2017                      |
| Maringá                                   |
| ----------------------------------------- |
| Maringá Futebol Clube Campeão (2º título) |